# Championnats d'Europe de VTT 2003
Navigation
Édition précédente Édition suivante
Les championnats d'Europe de VTT 2003 ont lieu du 16 au 24 août à Graz en Autriche. Ils sont organisés par l'Union européenne de cyclisme et regroupent toutes les disciplines du VTT avec le trial, le four-cross, la descente, le cross-country et le cross-country marathon.

## Résultats

### Cross-country
| Épreuve                | Vainqueur                                                 | Deuxième                                                                 | Troisième                                                                |
| ---------------------- | --------------------------------------------------------- | ------------------------------------------------------------------------ | ------------------------------------------------------------------------ |
| Hommes,                | Ralph Näf                                                 | Julien Absalon                                                           | Lado Fumic                                                               |
| Hommes,                | 2 h 03 min 15 s                                           | + 28 s                                                                   | + 43 s                                                                   |
| Femmes,                | Gunn-Rita Dahle                                           | Irina Kalentieva                                                         | Margarita Fullana                                                        |
| Femmes,                | 1 h 41 min 57 s                                           | + 40 s                                                                   | + 1 min 18 s                                                             |
| Hommes moins de 23 ans | Michael Weiss                                             | Carlos Coloma                                                            | Manuel Fumic                                                             |
| Hommes moins de 23 ans | 1 h 48 min 02 s                                           | + 28 s                                                                   | + 47 s                                                                   |
| Hommes juniors         | Jaroslav Kulhavý                                          | Jakob Fuglsang                                                           | Hans Becking                                                             |
| Hommes juniors         | 1 h 30 min 49 s                                           | + 1 min 25 s                                                             | + 2 min 24 s                                                             |
| Femmes juniors         | Bettina Schmid                                            | Tereza Huříková                                                          | Marianne Vos                                                             |
| Femmes juniors         | 1 h 29 min 52 s                                           | + 1 min 06 s                                                             | + 1 min 29 s                                                             |
| Relais mixte           | Suisse Ralph Näf Balz Weber Nino Schurter Barbara Blatter | Pologne Marcin Karczynski Piotr Formicki Anna Szafraniec Kryspin Pyrgies | Espagne Carlos Coloma Ángel Espigares Marga Fullana José Antonio Hermida |
| Relais mixte           | 1 h 09 min 29 s                                           | + 36 s                                                                   | + 56 s                                                                   |

### Cross-country marathon
| Épreuve         | Vainqueur       | Deuxième        | Troisième    |
| --------------- | --------------- | --------------- | ------------ |
| Hommes (104 km) | Thomas Dietsch  | Martin Kraler   | Jure Golcer  |
| Hommes (104 km) | 4 h 55 min 15 s | + 1 min 30 s    | + 3 min 19 s |
| Femmes (60 km)  | Birgit Jüngst   | Gunn-Rita Dahle | Sandra Klose |
| Femmes (60 km)  | 3 h 17 min 36 s | + 1 min 11 s    | + 9 min 04 s |